# Кафана Нишлијска механа
Кафана Нишлијска механа једна је од познатијих и култних кафана у ужем центру Ниша, која је почев од њеног оснивања 1994. године, временом достигла и задржала статус једне од најпосећенијих и најјефтинијих кафане у Нишу.

## Положај и размештај
Кафана Нишлијска механа се налази у ужем центру Ниша, на простору између северног дела Првомајске улице и улице Стефана Првовенчаног.  Главни улаз, или улаз у етно део ресторана, је из Првомајске улице 49, а улаз у нови део ресторана из улице  Стефана Првовенчаног 22.
Удаљена је око 200 м од Филозофског факултета Универзитета у нишу и 250 метара од Гимназије Стеван Сремац и Основне школе Вожд Карађорђе.
Кафана располаже са 90 места у затвореном делу и летњом баштом капацитета 30 места (улаз из Првомајске), као и са још 110 места у новом делу (улаз из улице Краља Стефана Првовенчаног).
Главни улаз у ресторан је сакривен иза металних гаражних врата из „60-их година”, јер се налази у дворишту стамбене зграде са соцреалистичким стамбеним комплексом, који је толико близу локала да помало квари први утисак о механи.
На прилазу у механу нема ознаке да се ресторан налази скривен у дворишту стамбене зграде, па се по уласку у Првомајску улицу, о њеној локацији посетиоци требају информишу од локалних становника. 
Географски положај
- 43° 19' 22" N  северне географске ширине
- 21° 54' 9" E  источне  географске дужине

## Опште информације
Кафана, која има  традицију, дугу скоро три деценије, својим гостима нуди поред стандардних јела, јела са роштиља и специјалитета са роштиља и традиционална (помало заборављена) стара српска јела (свадбарски купус, јагњеће сармице, пасуљ тавче, телећа глава,  ребарца на кајмаку,  димљено месо на кајмаку (неко га зове и сељачко месо), рибић, албанску салату).
На зидовима кафане, која је у етно стилу, као декорација налазе се бројне народнеумотворине и доскочице на уштирканом белом платну (познатијем као куварица), грнчаријом у којој се служи скоро свако јело у кафани.
У препорукама чувене медијске куће Би-Би-Си Нишлијска механа је наведена као један од четири ресторана у Србији у коме се служи се најбоља храна, а светски познати туристички портал ТрипАдвисор већ пет година заредом доделио је кафани „Сертификат изврсности” јер, како стоји у образложењу, усрећује људе својим активностима.
У кафани не само да влада добар кафански дух, већ и високи стандард (који испуњава захтевне и најпробирљивијих гостију), за уживање у храни, вину, дружењу, музици у аутентичној боемској атмосфери старог Ниша по којој је кафана постала препознатљива и ван граница Србије.
- Данашњи изглед кафане (2022) са два улаза из две улице

Сва храна у кафани припрема се у складу са HACCP стандардом уз максималну хигијену у свакој тачки у процесу производње и транспорта хране.